# FK6

Die vom Katalog erfassten Objekte im Vergleich zum gesamten Firmament. Farblegende siehe Beschreibungsseite

Der FK6, vollständiger Titel Sixth Catalogue of Fundamental Stars (sechster Katalog von Fundamentalsternen), ist der neueste Fundamentalkatalog für das laufende Jahrzehnt und die Basis für ein stellares Bezugssystem hoher Präzision (Fundamentalsystem der Astronomie). Er stellt eine detaillierte Datenbank mit Koordinaten und Geschwindigkeiten tausender Sterne dar und ist eine optimale Synthese von Satellitendaten mit terrestrischen Messungen und seinem Vorgängersystem FK5.
Die international übliche deutsche Abkürzung „FK“ für Fundamental-Katalog wird in Analogie zum FK3 und FK4 weitergeführt, die unter Federführung deutscher Astronomen und Mathematiker in der Zeit zwischen etwa 1920 und 1963 erstellt wurden. Der erste FK wurde 1907 als Anhang des Berliner Astronomischen Jahrbuchs publiziert.

## Entwicklung und Inhalt
Der FK6 wurde 1999/2000 vom Astronomischen Rechen-Institut (ARI) in Heidelberg publiziert und ersetzt den FK5, dessen Genauigkeit er wesentlich übertrifft. Die Gründe dafür sind:
1. Kombination mit den Sternörtern des Astrometriesatelliten Hipparcos (1989–93), die eine hohe Präzision aufweisen, aber durch die Eigenbewegung der Sterne rasch veralten (siehe unten)
2. schärfere Kriterien für die Sternauswahl sowie Gruppierung nach Helligkeit und Genauigkeit
3. Elimination vermutlicher Doppelsterne, deren Umlaufbahnen die Präzision verwischen würden.

Der FK6 wird über 2010 hinaus das himmlische (zälestische) Koordinatensystem definieren. Er dient für Astronomie und Geodäsie als genauestmögliche Realisierung eines Bezugssystems für die Koordinaten Rektaszension und Deklination. Das FK6-System stellt mit den zugrundeliegenden Konstanten auch ein präzises dynamisches Modell des Planetensystems und ein Quasi-Inertialsystem für Physik und extragalaktische Astronomie dar.
Der FK6 enthält weniger, aber genauere Sterne als sein Vorgänger FK5. Hatte dieser 1535 Fundamentalsterne (mit durchschnittlich 0,04″ Genauigkeit) und 3117 Supplementsterne, sind es nun 878 + 3272 Sterne, die besser als ±0,01″ genau vermessen sind. Für die Zeit der Hipparcos-Mission sind die Sternörter sogar 10-mal genauer, werden aber durch die Eigenbewegungen (für deren gleichwertige Erfassung vier Jahre Messzeit zu kurz waren) zunehmend ungenauer. Hier tragen die terrestrischen Messungen aus 200 Jahren wesentlich bei, obwohl sie weniger genau sind.
Die rund 4150 Sterne des FK6 werden einerseits nach ihrer Publikation unterschieden (FK6(1) und FK6(3) nach dem 1. und 3. Band der Veröffentlichung), andererseits nach ihrer „Herkunft“ (FK4, FK5 und FK5sup), weil die Bestimmung der Sterngeschwindigkeiten bezüglich des Koordinatensystems eine äußerst heikle Sache ist. Wenn ein Stern seit 150 Jahren für präzise Sternkataloge gemessen wird, sind seine Veränderungen viel verlässlicher bekannt als bei einem FK3sup oder FK4sup, der erst um 1930 bzw. 1960 in die Beobachtungslisten kam.
Die genaue Anzahl der 4150 Sterne hängt vom aktuellen Kenntnisstand hinsichtlich eventueller Doppelsterne ab, die nur bei Möglichkeiten präziser Modellierung in einen FK aufgenommen werden.

## Neu entwickelte Qualitätsmodelle
Als Neuheit des FK6 ist die zusätzliche Klassifizierung nach Sternhelligkeiten und „astrometrischer Qualität“ anzusehen:
Die scheinbare Helligkeit der FK6(1)-Sterne reicht von 2 mag (wie der des Polarsterns) bis etwa 6 mag (unter guten Bedingungen freiäugig gerade noch sichtbar). Für Zwecke der Astrometrie und der Milchstraßendynamik ist es jedoch unerlässlich, auch eine größere Zahl von schwächeren (meist weiter entfernten) Sonnen einzubeziehen.

Daher wurden von den 3117 Sternen, die schon im FK5 enthalten waren, 992 zur bright extension (BX) zusammengefasst und 2125 zur faint extension (FX). Die restlichen 995 Sterne wurden anderen Prozeduren unterworfen. Mit anderen bis zum Jahr 2000 noch nicht genügend scharf eingemessenen Sternen bilden sie ein Messprogramm für die nächsten Jahre und Jahrzehnte.
Von all diesen präzise vermessenen Sternen wurden etwa 50 Prozent als astrometrically excellent stars ausgesondert (340 + 1688 240). Ihre Hipparcos-Daten verlaufen über dessen 4-jährige Messzeit völlig linear (innerhalb ±0,0005″). Wo das nicht der Fall ist, besteht die Möglichkeit eines noch unerkannten Doppelsterns, dessen Bahnellipsen die Koordinaten verwischen würden. So wäre die hohe Genauigkeit des FK6-Systems für die nächsten 10–20 Jahre nicht mehr gewährleistet.

## Extrapolation in die Zukunft
Entsprechend der Epoche, für die ein Astronom für seine Reduktionen oder andere Forschungsprojekte die Sternkoordinaten benötigt, bietet das neue System daher verschiedene Geschwindigkeitsmodelle der Sternberechnung seit etwa 1930 an:
- Single star mode (Einzelsternmodus, SI)
- short-term prediction mode (Kurzzeitvorhersagemodus, STP) und
- long-term prediction mode (Langzeitvorhersagemodus, LTP).

Der Grund ist folgender: wenn Sternmessungen aus der Zeit des Hipparcos auszuwerten sind (was etwa beim nachträglichen Ausmessen neuer Asteroiden, Kometen oder Novae auf älteren Fotoplatten oft geschieht), sind die Satellitenmessungen verlässlicher. Für in die Gegenwart oder in die Zukunft reichenden Modelle ist hingegen den älteren terrestrischen Messungen (mit Meridiankreisen oder Astrolabium) mehr Gewicht zu geben, weil sonst die Eigenbewegungen (seitliche Geschwindigkeitskomponenten der Sterne) nicht optimal berücksichtigt würden.
Ohne diese mathematisch-physikalischen Feinheiten wäre z. B. die „Verlängerung“ (Extrapolation) der Hipparcos-Messungen in die Zukunft nur 0,0022″ pro Jahr genau. Die geeignete Mischung zwischen STP und LTP hingegen senkt die mittleren Fehler auf 0,0005″ pro Jahr, die typischen Fehler einer „einfachen“ Extrapolation.
Über diese zwei bis drei Klassifizierungen und drei Bewegungsmodelle hinaus sind im FK6 noch weitere Studien über spezielle, weit entfernte Doppelsterne enthalten, deren Natur besser abzuschätzen ist. So greift die moderne Astrometrie trotz vorwiegend geometrischer Methoden tief in die Astrophysik ein, die umgekehrt auch die Richtungsmessungen mit ihren Methoden und Spektralanalysen bereichert.
Das eigentliche Fundamentalsystem des FK6 ist mit jenem des Vorgängers FK5 verknüpft, allerdings mit sinnvollen „Versteifungen“ durch die Scanner-Methodik des Hipparcos. Das ganze visuelle System von Richtungen und Drehungen ist seinerseits an rund 250 Quasaren „verankert“, die mit Radiowellen und Interferenzmethoden noch wesentlich genauer vermessen werden können als es im visuellen Licht je möglich wäre. Ähnliche Methoden des VLBI werden auch in der Erdmessung und für die Plattentektonik angewandt.
Die Messungen der Gaia-Mission ändert die Datengrundlage für Sternpositionen komplett, sowohl in der Zahl der vermessenen Objekte, als auch in der Größe der verbleibenden Messfehler. Der endgültige Gaia-Katalog soll Restunsicherheiten abhängig von Magnitude und Spektralklasse zwischen 25 µas für helle und ungefähr 300 µas für sehr lichtschwache Objekte haben.

## Historie
| Kurzname         | Sternanzahl | Titel                                                            | Publiziert | Messung Örter | Messung Eigenbewegungen | Überdeckung                                              |
| ---------------- | ----------- | ---------------------------------------------------------------- | ---------- | ------------- | ----------------------- | -------------------------------------------------------- |
| Auwers, A., 1879 | 539         | Fundamentalkatalog für Zonenbeobachtungen am Nördl. Himmel       | 1879       | Ø 1860        | ≈1850–1870              | bis Dekl.= −10° Anm. 1                                   |
| Peters, J., 1907 | 925         | Neuer FK Berliner Astr.Jahrbuch nach den Grundlagen von Auwers   | 1907       | Ø 1880        | 1745–1900               | bis Dekl.= −89°                                          |
| FK3              | 873         | Dritter Fundamentalkatalog des Berliner Astronomischen Jahrbuchs | 1937       | 1912–1915     |                         | ab hier über ganzen Himmel, mit Epochen 1900, 1950, 2000 |
| FK3sup           | 662         | (Zusatzsterne, Band II)                                          | 1938       | Ø 1913        | 1845–1930               | ab hier über ganzen Himmel, mit Epochen 1900, 1950, 2000 |
| FK4              | 1.535       | Fourth Fundamental Catalogue                                     | 1963       | Ø 1950        |                         | ab hier über ganzen Himmel, mit Epochen 1900, 1950, 2000 |
| FK4sup           | 1.111       | Supplement Stars FK4/5                                           | ≈1965      |               |                         | ab hier über ganzen Himmel, mit Epochen 1900, 1950, 2000 |
| FK5              | 1.535       | Fifth Fundamental Catalogue                                      | 1988       | Ø 1975        |                         | ab hier über ganzen Himmel, mit Epochen 1900, 1950, 2000 |
| FK5sup           | 3.117       | Supplement Stars of FK5                                          | 1991       |               |                         | ab hier über ganzen Himmel, mit Epochen 1900, 1950, 2000 |
| Hipp. Anm. 2     | 118.000     | Hipparcos-Katalog                                                | 1998       | 1989–1993     | 1989–1993               | ab hier über ganzen Himmel, mit Epochen 1900, 1950, 2000 |
| FK6              | 4.150       | Sixth Catalogue of Fundamental Stars                             | 1999, 2000 | Ø 1992        |                         | ab hier über ganzen Himmel, mit Epochen 1900, 1950, 2000 |